# 문경 구 가은역
문경 구 가은역(聞慶 舊 加恩驛)은 대한민국 경상북도 문경시 가은읍 왕능리에 있는 건축물이다. 2006년 12월 4일 대한민국의 국가등록문화재 제304호로 지정되었다.
더 자세한건 가은역 참고.

## 개요
가은선로는 가은 일대의 무연탄 개발을 위해 1950년대 건설된 철도이며, 가은역은 가은선로의 역사이다. 이 역은 1955년 4월 8일 준공되어 1956년 9월 15일 은성 보통역으로 영업을 개시하였고 1959년 2월 1일 가은역으로 개칭하였다. 일제강점기의 간이역 형태와 같이 박공지붕 아래에 출입구를 배치하였으며 평면은 대합실 및 사무소와 매표소로 구성되어 있다. 해방 후에 건축된 목조역사로서 한때 번창했던 석탄산업과 관련된 역사로서 희소적인 가치를 가지고 있다.

## 같이 보기
- 가은역

## 참고 자료
- 문경 구 가은역 - 국가유산청 국가유산포털